# Жаму-Маре
Жаму-Маре (рум. Jamu Mare) — село у повіті Тіміш в Румунії. Входить до складу комуни Жаму-Маре.
Село розташоване на відстані 379 км на захід від Бухареста, 58 км на південь від Тімішоари.

## Населення
За даними перепису населення 2002 року у селі проживали 1434 особи.
Національний склад населення села:
| Національність | Кількість осіб | Відсоток |
| -------------- | -------------- | -------- |
| румуни         | 1206           | 84,1%    |
| угорці         | 119            | 8,3%     |
| цигани         | 66             | 4,6%     |
| німці          | 29             | 2,0%     |

Рідною мовою назвали:
| Мова      | Кількість осіб | Відсоток |
| --------- | -------------- | -------- |
| румунська | 1234           | 86,1%    |
| угорська  | 100            | 7,0%     |
| циганська | 66             | 4,6%     |
| німецька  | 28             | 2,0%     |